# Западная Финляндия
Западная Финляндия (фин. Länsi-Suomen lääni) — одна из 6 губерний (ляни) Финляндии с 1998 года по 2009 год. Граничила с губерниями Оулу, Восточная Финляндия и Южная Финляндия, а также с Ботническим заливом. Административным центром был город Турку.
1 января 2010 года губерния упразднена.
Общая площадь губернии составляла 105 900,72 км², из которых:
- сухопутная территория 74 239,54 км²,
- территория внутренних водоёмов 6909,15 км²
- территория моря 24 752,03 км².

## Исторические провинции
Губерния Западная Финляндия была образована 1 января 1998 из объединённых губерний Турку и Пори, Вааса и Центральная Финляндия, а также северной части губернии Хяме.

## Состав
Западная Финляндия включала 7 округов:
- Южная Остроботния (фин. Etelä-Pohjanmaa, швед. Sydösterbotten)
- Остроботния (швед. Österbotten, фин. Pohjanmaa)
- Пирканмаа (фин. Pirkanmaa, швед. Birkaland)
- Сатакунта (фин. Satakunta, швед. Satakunda)
- Центральная Остроботния (фин. Keski-Pohjanmaa, швед. Mellersta Österbotten)
- Центральная Финляндия (фин. Keski-Suomi, швед. Mellersta Finland)
- Варсинайс-Суоми (фин. Varsinais-Suomi, швед. Egentliga Finland)

Округа, в свою очередь, включали 142 коммуны (на 1.1.2009).

## Герб
Герб губернии был составлен из гербов провинций Исконная Финляндия, Сатакунта и Похьянмаа, собранных воедино.